# ザッフェラーナ・エトネーア
ザッフェラーナ・エトネーア（イタリア語: Zafferana Etnea, シチリア語: Zafarana）は、イタリア共和国シチリア州カターニア県にある、人口約9,500人の基礎自治体（コムーネ）。

## 地理

### 位置・広がり

#### 隣接コムーネ
隣接するコムーネは以下の通り。
- アーチ・サンタントーニオ
- アチレアーレ
- アドラーノ
- ベルパッソ
- ビアンカヴィッラ
- ブロンテ
- カスティリオーネ・ディ・シチーリア
- ジャッレ
- マレット
- ミーロ
- ニコロージ
- ペダーラ
- ランダッツォ
- サンタルフィオ
- サンタ・ヴェネリーナ
- トレカスターニ
- ヴィアグランデ

## 行政

### 分離集落
ザッフェラーナ・エトネーアには、以下の分離集落（フラツィオーネ）がある。
- Fleri, Petrulli, Pisano Etneo, Poggiofelice, Sarro